# (463892) 2014 UB96
(463892) 2014 UB96 es un asteroide perteneciente al cinturón de asteroides, descubierto el 31 de agosto de 2005 por el equipo Spacewatch desde el Observatorio Nacional de Kitt Peak (Arizona, Estados Unidos).